# Prat Sauvage
 (janvier 2015).
Le Prat Sauvage est un cours d'eau de France.

## Géographie
Le Prat Sauvage prend sa source sur la commune de Burzet dans l'Ardèche.
Long de 5,4 kilomètres, il se jette dans la Loire au niveau d'Usclades-et-Rieutord.